# اكتساب حراري شمسي

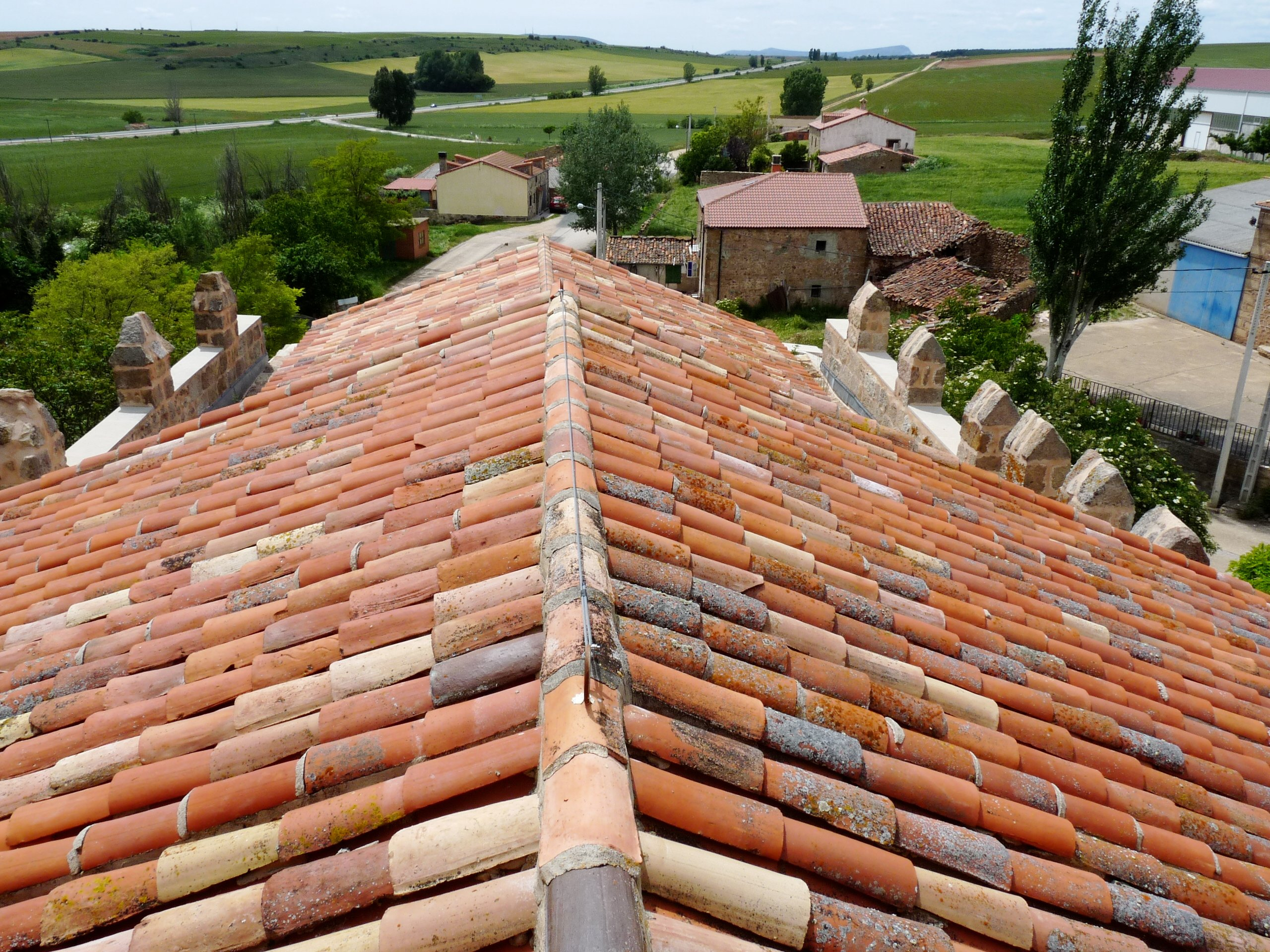

معامل الاكتساب الحراري الشمسي (بالإنجليزية: Solar Heat Gain Coefficient، يُرمز له اختصارا SHG) هو النسبة بين كمية الإشعاع الشمسي النافذة من المادة تضاف إليها كمية الحرارة المفقودة من السطح الداخلي لها بواسطة الحمل والإشعاع الحراري إلى كمية الإشعاع الشمسي الساقطة على سطحها.